# المجلس الوطني النرويجي للمرأة

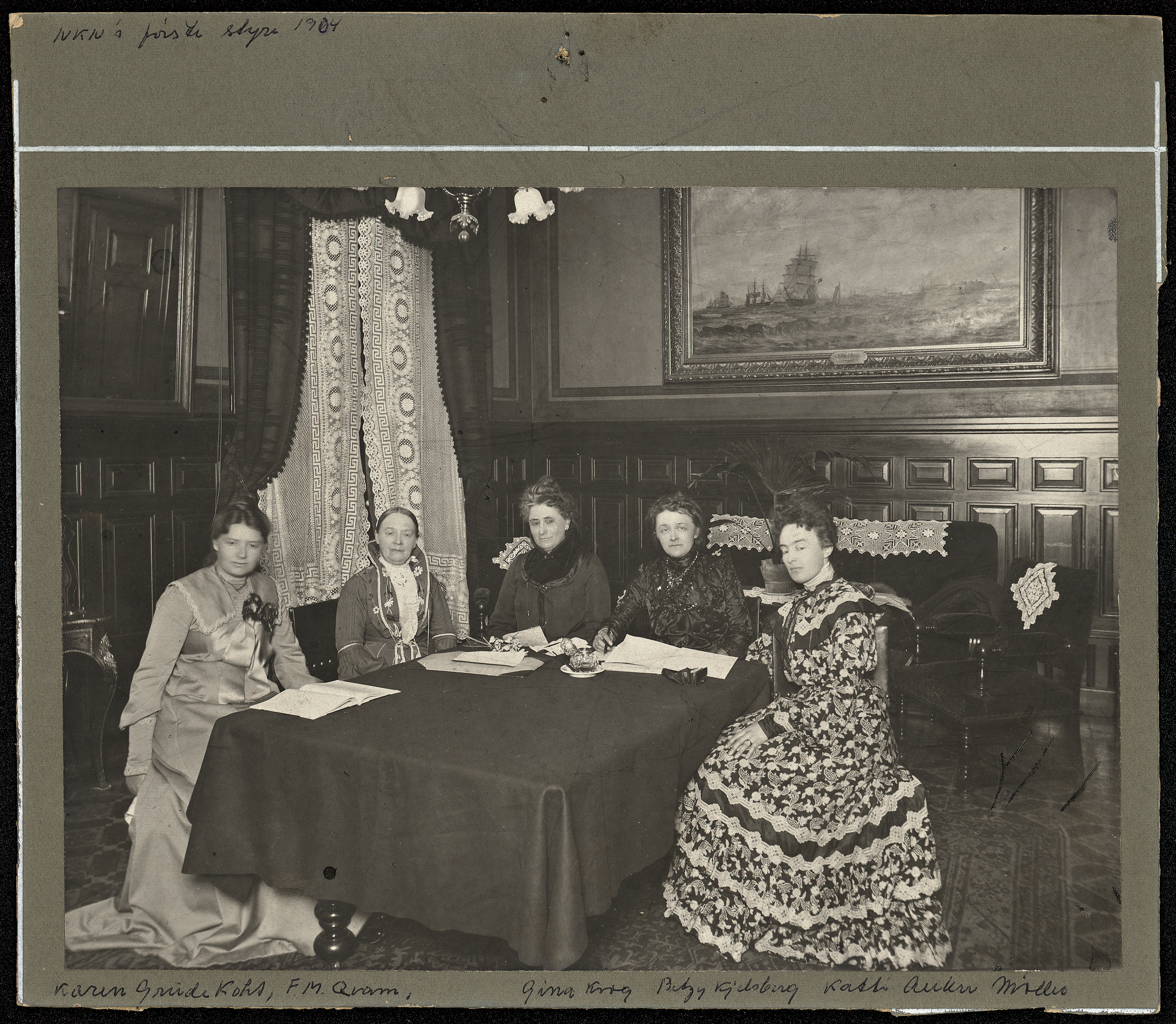

تأسس المجلس الوطني النرويجي للمرأة (النرويجية:Norske Kvinners Nasjonalråd) في 8 يناير 1904 كمؤسسة شاملة لمختلف الجمعيات النسائية النرويجية وقد أنشأتها جينا كروغ التي كشفت اتصالاتها الدولية أن المجلس الدولي للمرأة حريص على إشراك وفد من النرويج ونتيجة لتناقص الاهتمام، أوقفت المنظمة عملها في نهاية عام 1989
الخلفية:
كانت جينا كروغ تعد أجندة لمجلس المرأة في «لجنة المساعدة» (Hjelpekomité) التي كانت تديرها حتى تم حلها في عام 1902. جمع المجلس مصالح الجمعيات النسائية النرويجية مع توقع الاتحاد النسائي لحزب العمال (Arbeiderpartiets kvindeforbund). [2] وكان أحد مجالات القلق هو تجارة الرقيق الأبيض (المعروفة الآن باسم الاتجار)، والتي كانت قد أثيرت لأول مرة في اجتماع يوم المرأة في الشمال في كريستيانيا في عام 1902. كما كان المجلس المركزي لجمعيات الأخلاقيات النرويجية (Centralstyret for De norske Sædelighetsforeninger) رجعت على إنشاء مجلس وطني للمرأة لإطلاع المجتمع الدولي عليه ([3]). وشملت المجالات الأخرى التي تم تناولها حقوق التصويت والمساواة في المعاملة في الشؤون الاقتصادية وحقوق التعليم وفرص العمل. وكانت مجالات الاهتمام اللاحقة هي تأمين الأمومة والتمثيل البرلماني في البرلمان. [2]
تطوير:
مع تزايد أهمية الجوانب الاجتماعية، أنشأ مجلس النساء في عام 1920 Norske Kvinners Nasjonalråd Sosialskole. إلى جانب المؤسسات التابعة لها، قدمت المدرسة الإمكانية الوحيدة للحصول على تعليم في العمل الاجتماعي. أصبح المجلس أكثر أهمية بالنسبة للمناقشات حول حقوق المرأة، وغالبا ما يشار إلى اجتماعه السنوي باسم Kvinnenes Storting أو البرلمان النسائي. [4]
في السبعينيات من القرن الماضي، بدأ مجلس النساء في الاضطلاع بدور أكثر قتالية، مما أثار المخاوف في مجالات الاهتمام الجديدة مثل الضرائب، والنساء في القوات المسلحة وحقوق الحصول على الدعم المالي. في عام 1971، تم منح المجلس صفة المراقب لدى وفد الأمم المتحدة النرويجي. كما تم تحقيق النجاح في انتخاب عدد أكبر من النساء في الحكومة البلدية. في ضوء معارضة المجلس العامة للإجهاض، سحبت الجمعية النرويجية لحقوق المرأة (Norsk Kvinnesaksforening)، التي كانت عضوًا من البداية، دعمها عام 1972. وفي عام 1987، تركت منظمة ربات البيوت Norges Husmorforbund أيضًا على أساس أن مجلس النساء أصبح متطرفًا للغاية، مما أدى إلى تعزيز فرص العمل للنساء بدلاً من تحسين مكانة المرأة في المنزل. [4]
اتمام الهدف:
واجهت المنظمات النسائية صعوبات متزايدة خلال الثمانينات. نتيجة للتحسينات العامة في ظروف المرأة، تضاءل الاهتمام. كما بدأت الحكومة في إنشاء هيئات مكلفة بحماية حقوق المرأة. عندما سحبت جمعية الصحة العامة النسائية النرويجية (Norske Kvinners Sanitetsforening)، أكبر منظمة عضو، دعمها في عام 1988، أصبح من الواضح أن مجلس المرأة لم يعد قادرًا على الحفاظ على مصالحها. في عام 1989 ، تقرر أن يتم إغلاق المنظمة اعتبارًا من 1 يناير 1990. [1]
رؤساء مجلس المرأة:
ترأس النساء التاليات المنظمة من عام 1904 إلى عام 1989: [1]
Gina Krog (1904-1916)
Nico Hambro (1916-1922)
Betzy Kjelsberg (1916-1938?)
Sigrid Stray (1938-46)
Claudia Olsen (1946-1953)
Julla Sæthern (1953-1959)
Astri Rynning (1959-1968)
Birgit B. Wiig (1968-1973)
Anna Louise Beer (1973-1979)
Grethe Værnø (1979-1981)
Kjellaug Skogen (1981-1985)
Ingjerd Johnson (1985-1989)
المراجع:
```
"Norske Kvinners Nasjonalråd" (in Norwegian). Store Norske Leksikon. Retrieved 14 May 2017.
"Norske Kvinners Nasjonalråd" (in Norwegian). Kildenett. Retrieved 14 May 2017.
Holtfodt, Magnus (10 June 2013). "Formødrene våre tidlig ute med det internasjonale arbeidet" (in Norwegian). Focus Kvinner. Retrieved 14 May 2017.
"Norske Kvinners Nasjonalråd" (in Norwegian). Lokalhistoriewiki. Retrieved 14 May 2017.
```